# Mudwalawa
Mudwalawa – gaun wikas samiti w środkowej części Nepalu  w strefie Narajani w dystrykcie Rautahat. Według nepalskiego spisu powszechnego z 2001 roku liczył on 530 gospodarstw domowych i 3691 mieszkańców (1814 kobiet i 1877 mężczyzn).